# Jim Jackson (basket-ball)
Pour les articles homonymes, voir Jackson.
James Arthur Jackson, dit Jim Jackson (né le 14 octobre 1970 à Toledo, Ohio) est un ancien joueur américain professionnel de basket-ball de la National Basketball Association. Au cours de ses 14 saisons NBA, Jackson a fait partie de 12 équipes différentes.

## Carrière au lycée et à l'université
Jackson est un arrière shooteur de 1,98 m et 100 kg. Jackson débuta au lycée Macomber à Toledo, Ohio. L'ancien McDonald's All American mena Macomber au titre de champion de l'État.
Jackson fut recruté par l'université d'État de l'Ohio. Le polyvalent arrière contribua aux bonnes performances de son équipe, réalisant, en tant que freshman lors de la saison 1989-1990, des moyennes de 16,1 points et 5,5 rebonds par match avec 49,9 % de réussite aux tirs. Il jouera deux autres saisons jusqu'en 1991-1992, étant récompensé par une sélection en First Team All American en 1991 et 1992, et remportant le titre de joueur de l'année en 1992.
Le numéro 22 de Jackson fut retiré par Ohio State en 2001.

## Carrière NBA

### Mavericks de Dallas
Jackson fut drafté par les Mavericks de Dallas avec le 4e choix de la draft 1992 à l'issue de sa saison junior à OSU.
Avec les Mavericks, Jackson fit des courtes apparitions lors de sa saison rookie, participant à 28 rencontres. Il débuta lors des 82 rencontres la saison suivante, avec des moyennes de 19,2 points, 4,8 rebonds et 4,6 passes décisives en 37,4 minutes par match. Avec les sélections de Jamal Mashburn et Jason Kidd lors des deux saisons suivantes, les fans des Mavericks faisaient référence aux « Trois J ». Jackson continuait sur sa lancée en 1994-95 quand une blessure à la cheville écourta sa troisième saison à seulement 51 matches. Il était alors à 25,7 points, la cinquième meilleure marque de la ligue et 5,1 rebonds quand il se blessa. Jackson revint avec 19,6 points de moyenne lors de la saison 1995-96. Cependant, une polémique perturba les Mavericks à cause d'une bagarre entre Jason Kidd et Jackson, due à des rumeurs sur un supposé triangle amoureux entre Kidd, Jackson et la chanteuse Toni Braxton (les deux joueurs niant le fait d'avoir jamais rencontré Braxton). Au milieu de la saison 1996-1997, Jackson fut transféré aux Nets du New Jersey en compagnie de Sam Cassell, Eric Montross, George McCloud et Chris Gatling contre Shawn Bradley, Ed O'Bannon, Robert Pack et Khalid Reeves.

### Nets du New Jersey
Jackson évoluera lors de 31 matches avec les Nets en finissant la saison 1996-1997, avec des moyennes de 16,5 points et 5,9 rebonds par match. 
Lors de l'intersaison, les Nets voulaient recruter Keith Van Horn, alors à Utah. Après de dures négociations avec les Bulls de Chicago parmi d'autres équipes, ils transférèrent Jackson avec Eric Montross et leurs deux premiers choix de draft Tim Thomas et Anthony Parker aux 76ers de Philadelphie contre Michael Cage, Don MacLean, Lucious Harris et les droits de Van Horn, le second choix de la draft 1997.

### 76ers de Philadelphie
Jackson joua 48 matches pour les 76ers lors de la saison 1997-1998 avec des moyennes de 13,7 points et 4,7 rebonds par match avec un temps de jeu en baisse par rapport aux saisons précédentes. Jimmy Jackson était mal à l'aise avec ce temps de jeu moindre et un rôle mineur par rapport à Allen Iverson, qui était considéré comme le franchise player des 76ers.
Au milieu de la saison 97-98, les 76ers transférèrent Jackson et Clarence Weatherspoon aux Warriors de Golden State contre Joe Smith et Brian Shaw. Les quatre joueurs étaient free agents à la fin de la saison, les 76ers craignant de ne pas pouvoir resigner Jackson et les Warriors craignant de ne pas resigner Smith.

### Warriors de Golden State
Bien que Jackson eut un rôle plus important avec un poste de titulaire comme arrière chez les Warriors, avec des moyennes de 18,9 points, 5,6 rebonds et 40,6 minutes par match pour le reste de la saison 97-98, il n'aima pas jouer pour une équipe perdant de nombreux matches. Lors de l'intersaison, Jackson signa avec les Trail Blazers de Portland.

### Trail Blazers de Portland
Jackson connut une saison 1998-1999 perturbée par de nombreuses blessures. Il inscrivit 8,4 points et 2,6 rebonds en 24 minutes par match.
Bien qu'ayant de nombreux talents, les Trail Blazers furent gênés par des blessures, des problèmes d'attitude sur le parquet et des problèmes judiciaires hors du terrain.[réf. nécessaire] Dans un effort pour améliorer son image et l'alchimie de l'équipe lors de l'intersaison 1999, les Trail Blazers transférèrent ou choisirent de ne pas resigner la plupart de ses joueurs. Jackson, ainsi que le talentueux, mais indiscipliné Isaiah Rider, furent transférés aux Hawks d'Atlanta contre Steve Smith.

### Hawks d'Atlanta
Lors de la saison 1999-2000, Jackson disputa 79 rencontres pour les Hawks avec 16,7 points et 5 rebonds en 35 minutes, puis 17 rencontres pour les Hawks lors de la saison 2000-2001.
Après avoir annoncé son manque de plaisir dans cette équipe perdante, Jackson fut transféré avec Larry Robinson et Anthony Johnson en janvier 2001 aux Cavaliers de Cleveland contre Brevin Knight.

### Cavaliers de Cleveland
Natif de Toledo et issu de l'université Ohio State, le transfert de Jackson aux Cavaliers était considéré par beaucoup comme la fin de ses problèmes. De plus, Jackson était heureux de faire partie d'une équipe, ayant réussi sa pré-saison, et vue comme une équipe pouvant atteindre les playoffs pour la saison 2000-2001 malgré une succession de blessures de nombreux joueurs. Disputant 39 rencontres et en étant titulaire lors de 26 d'entre elles, les statistiques de Jackson pour les Cavaliers furent modestes, 10,3 points et 3,7 rebonds en seulement 29,2 minutes par match. Les Cavaliers terminèrent avec un bilan de 30 victoires - 52 défaites et manquant les playoffs. Jackson ne reçut pas d'offres des Cavaliers ou d'une autre équipe lors de l'intersaison.

### Heat de Miami
Au début de la saison 2001-2002, Jackson n'avait pas d'équipe. Il ne joua pas au mois de novembre, avant de signer avec le Heat de Miami en décembre 2001. Le Heat, avec un banc décimé par les blessures de nombreux joueurs, signa Jackson afin de renforcer l'équipe. Il réalisa des moyennes de 10,7 points et 5,3 rebonds en 33,2 minutes par match, n'étant titulaire que lors de quelques matches. Une nouvelle fois, Jackson ne reçut pas d'offres de Miami ou d'une autre équipe lors de l'intersaison suivante.

### Kings de Sacramento
Au début de la saison 2002-2003, Jackson n'avait encore pas d'équipe et ne joua pas au mois de novembre. Jackson signa avec les Kings de Sacramento en décembre 2002 pour renforcer le banc. En 63 rencontres en sortie de banc, Jackson réalisa 7,7 points et 4,1 rebonds en seulement 20,8 minutes par match. Cependant, il montra quelques éclairs de génie lors de moments cruciaux de certaines rencontres. Jackson était free agent, et reçut une offre des Rockets de Houston pour un contrat de deux ans lors de l'intersaison suivante.

### Rockets de Houston
Jackson joua 80 matches lors de la saison 2003-2004, tous comme titulaire. Il inscrivit 12,9 points et 6,1 rebonds en 39 minutes par match. Il débuta la saison 2004-2005 avec des statistiques décentes comme titulaire lors des 24 premières rencontres.
Malgré des moyennes de 13,3 points et 4,8 rebonds en 41,3 minutes par match, les Rockets transférèrent Jackson ainsi que Bostjan Nachbar aux Hornets de La Nouvelle-Orléans contre David Wesley. Bien que le GM des Hornets Allan Bristow était persuadé de la pertinence de l'association entre Nachbar et Jackson, ce dernier refusa d'intégrer les Hornets, une action pour laquelle il fut suspendu. Sans avoir jamais revêtu le maillot des Hornets, Jackson fut transféré aux Suns de Phoenix contre Maciej Lampe, Casey Jacobsen et Jackson Vroman.

### Suns de Phoenix
Jackson termina la saison 2004-2005 avec les Suns avec des moyennes de 8,8 points et 3,9 rebonds en 24,9 minutes par match. Bien qu'ayant resigné un contrat à l'intersaison, Jackson fut évincé au début du mois de mars 2006 après avoir passé près de deux mois sur le banc sans jouer une seule minute. Jackson réalisa ses plus faibles moyennes en carrière : 3,7 points et 2,4 rebonds en 15,6 minutes en 27 matches. Immédiatement après avoir été écarté, Jackson fut engagé par les Lakers de Los Angeles.

### Lakers de Los Angeles
Jackson finit la saison 2005-2006 avec les Lakers, ne jouant que 13 rencontres pour 1,7 points et 0,9 rebond de moyenne en 7 minutes. Jackson ne reçut pas d'offre des Lakers ou d'autre équipe lors de l'intersaison suivante.